# Adrian Bouchet
Adrian Bouchet, nogle gange krediteret som  Mark Stevens, (født i Rhodesia, 1974) er en engelsk skuespiler og tv-vært, der er mest kendt for sin rolle som Steapa i BBC og Netflix tv-serien The Last Kingdom (2017–2020).
I Danmark er han bedst kendt for hovedrollen i Zentropas pornofilm All About Anna (2005), hvor han spiller over for Gry Bay.
Bouchet er født i Zimbabwe, men uddannet på Birmingham Universitet og derefter på The Birmingham Theatre School. Hans teaterroller omfatter bl.a. Gerardo i Døden og jomfruen, Fader Laurence i Romeo og Julie og titelrollen i Macbeth på C’est Tous Theatre i Preston; samt Duke Senior/Duke Frederick i Som man behager og Orsino i Helligtrekongersaften for Open Hand Productions i Cambridge.
Desuden har Bouchet spillet Mark Anthony i en turnerende opsætning af Julius Cæsar for MDCC, og Hector i en turnerende opsætning af Troilus og Cressida med Clwyd Theatr Cymru. Andre nyere teaterroller omfatter turnerende opsætninger af Naked Flame og af John Godbers On the Piste for Hull Truck Theatre.
Hans andre roller tæller komedie-thrilleren Nine Dead Gay Guys (2002) med Steven Berkoff. Han kunne desuden opleves i rollen som vovehals over for Mandy Moore i Andy Cadiffs romantiske komedie Chasing Liberty (2004), og som borebisse i Paul Andersons action/gyser-hit Alien Vs. Predator (2004).

## Filmografi

### Film
| År   | Titel                                         | Rolle                   | Noter                   |
| ---- | --------------------------------------------- | ----------------------- | ----------------------- |
| 2000 | The Waiting                                   | Turner                  |                         |
| 2002 | 9 Dead Gay Guys                               | The Gigolo              | Ukrediteret             |
| 2004 | Chasing Liberty                               | Gus Gus                 |                         |
| 2004 | Alien vs. Predator                            | Sven                    |                         |
| 2005 | Good Service                                  |                         | as Mark Stevens         |
| 2005 | All About Anna                                | Johan                   | Krediteret Mark Stevens |
| 2009 | Idol of Evil                                  | Nixon                   |                         |
| 2010 | Clash of the Titans                           | Soldier (Zeus Statue)   |                         |
| 2011 | The Veteran                                   | Chechen 1               |                         |
| 2012 | From This Day                                 | Capt. Knowles           |                         |
| 2012 | Interview with a Hitman                       | Brett                   |                         |
| 2012 | The Seasoning House                           | Branko                  |                         |
| 2012 | Battle Brigade                                | Chase                   |                         |
| 2013 | Fedz                                          | Ian                     |                         |
| 2013 | The Sky in Bloom                              | Roger Leibnitz          |                         |
| 2013 | The Flight of the Flamingo                    | Ronnie                  |                         |
| 2014 | The Monuments Men                             | Sarge Near Altaussee    |                         |
| 2014 | Olive Green                                   | Yuri                    |                         |
| 2014 | Eve                                           | Lt. Edwards             |                         |
| 2014 | Morning Star                                  | Man                     |                         |
| 2014 | The Crypt                                     | Samuel                  |                         |
| 2015 | Je suis daddy                                 | Butcher                 |                         |
| 2015 | Awaiting                                      | Joe                     |                         |
| 2015 | Arthur and Merlin                             | Lucan                   |                         |
| 2015 | Chicken                                       | Bill                    |                         |
| 2015 | Art Ache                                      | Sean                    |                         |
| 2016 | The Fall of the Krays                         | Frank                   |                         |
| 2016 | In the Name of Ben Hur                        | Judah Ben Hur           |                         |
| 2016 | The Comedian's Guide to Survival              | Fox and Hounds Landlord |                         |
| 2017 | The Hippopotamus                              | Marcus Andronicus       |                         |
| 2017 | King Arthur: Legend of the Sword              | Baron 3                 |                         |
| 2017 | Knights of the Damned                         | James                   |                         |
| 2018 | 1945: From This Day                           | Capt. Knowles           |                         |
| 2018 | Dragon Kingdom                                | James                   |                         |
| 2020 | Glamour                                       | Davis                   |                         |
| 2020 | Cupid                                         | Principal Harper        |                         |
| 2021 | HellKat                                       | The Bar Keep            |                         |
| 2022 | A Fistful of Karma                            | Val                     |                         |
| 2023 | Mission: Impossible – Dead Reckoning Part One | Weapons Officer         |                         |
| TBA  | 260 Days                                      | Uros                    | In production           |

### Tv
| År        | Titel                              | Rolle                   | Noter                           |
| --------- | ---------------------------------- | ----------------------- | ------------------------------- |
| 1998      | Dangerfield                        | Michael                 | Episode: "Angel"                |
| 2002      | Coronation Street                  | Croupier                | 1 episode                       |
| 2003      | Manchild                           | Squash Player           | Episode #2.6                    |
| 2004      | Journey to the Centre of the Earth | Hans                    | Television film                 |
| 2010      | Mystery Files                      | Marc Antony / Riothamus | 2 episodes                      |
| 2012      | Silent Witness                     | James Wade              | 2 episodes                      |
| 2012      | Red Dwarf                          | Centurion (uncredited)  | Episode: "Lemons"               |
| 2014      | Battle of Kings: Bannockburn       | Robert the Bruce        | Television film                 |
| 2017–2020 | The Last Kingdom                   | Steapa                  | 21 episodes                     |
| 2018      | Strike Back                        | Johannes Krieger        | Episode: "Retribution: Part 7"  |
| 2019      | Monster Island                     | Billy Ford              | Television film                 |
| 2021      | Quentin Quarantine                 | Mr. Quentin Quarantine  | Episode: "The Principal"        |
| 2021      | Glow & Darkness                    | Barbarossa              | 8 episodes                      |
| 2023      | The Wheel of Time                  | Artur Hawkwing          | Episode: "What Was Meant to Be" |
| 2024      | Those About to Die                 | Porto                   | 10 episodes                     |

## Teater
- A Midsummer Night's Dream (Folksy Theatre)
- On the Piste (Oldham Coliseum Theatre)
- Troilus & Cressida (Theatr Clwyd)
- Don't Dress For Dinner (The English Theatre of Hamburg)
- On the Piste (Hull Truck)
- The Bridge (Mouthpiece Theatre)
- Romeo & Juliet (Fleighton Productions)
- Alfred & the Burned Buns (Theatre West)
- Macbeth (C'est Tous Theatre)
- Twelfth Night (Now and Then Productions)
- Pink For A Boy (Space Theatre)
- Cinder Eddie & the Sleeping (Space Theatre)
- The Vital Spark (Wet Arts Theatre)
- Death & the Maiden (C'est Tous Theatre)
- Romeo & Juliet (C'est Tous Theatre)
- As You like It (Cambridge Shakespeare Festival)
- Twelfth Night	(Cambridge Shakespeare Festival)